# Go-Nijō

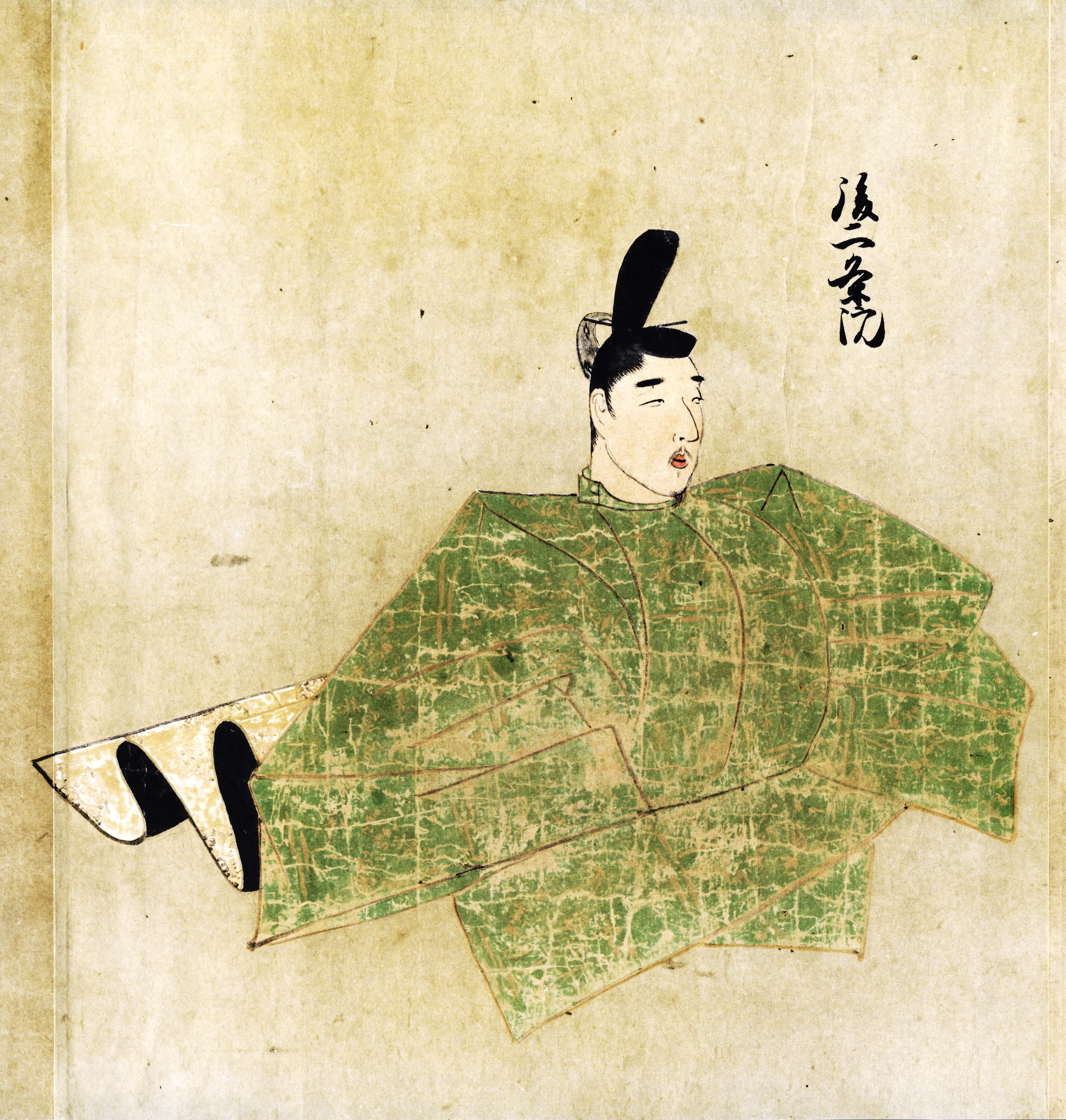

Kaiser Go-Nijō (jap. 後二条天皇, Go-Nijō-tennō; * 9. März 1285; † 10. September 1308) war der 94. Tennō von Japan (3. März 1301–10. September 1308) in der Kamakura-Periode. Sein Eigenname war Kuniharu (邦治).
Go-Nijō war der erstgeborene Sohn des 91. Kaisers Go-Uda und gehörte zur Daikakuji-Dynastie. Die militärische Macht lag jedoch beim Shogunat und der Familie Hōjō, die hinter den Kulissen über die kaiserliche Rangfolge entschied.
Als Go-Nijō im Alter von 23 Jahren starb, hinterließ er einen kleinen Sohn. Go-Udas Versuch, den Thron seinem Enkel zu vererben, misslang. Sein Nachfolger wurde Hanazono.